# Saint-André-en-Royans
Saint-André-en-Royans là một xã của tỉnh Isère, thuộc vùng Rhône-Alpes, đông nam nước Pháp.